# Superpowers Cup 2003
La Superpower cup di rugby a 15 fu un torneo internazionale tra nazionali. Nata nel 2003 per favorire la crescita del rugby in nazioni di secondo e terzo livello internazionale, dopo un cambio di denominazione in "Super Cup" nel 2005, venne annullata e non più organizzata.
L'edizione del 2003 fu disputata tra Giappone, Russia e Stati Uniti. Avrebbe dovuto partecipare anche la Cina, ma la partecipazione fu annullata per l'epidemia di SARS.
- Risultati:

| San Francisco 17 maggio 2003 | Stati Uniti | 69 – 27 | Giappone |  |

| Tokyo 25 maggio 2003 | Giappone | 34 – 43 | Russia | Chichibu |

| Krasnojarsk 19 luglio 2003 | Russia | 30 – 21 | Stati Uniti XV |  |

## Classifica
| Natione     | Giocate | Giocate | Giocate | Giocate | Punti | Punti | Punti | Bonus points | Table points |
| Natione     | G       | V       | N       | P       | +     | -     | diff. | Bonus points | Table points |
| ----------- | ------- | ------- | ------- | ------- | ----- | ----- | ----- | ------------ | ------------ |
| Russia      | 2       | 2       | 0       | 0       | 73    | 55    | +18   | 2            | 10           |
| Stati Uniti | 2       | 1       | 0       | 1       | 90    | 57    | +33   | 1            | 5            |
| Giappone    | 2       | 0       | 0       | 2       | 61    | 112   | -51   | 1            | 1            |